# Clover Moore
Clover Moore – australijska polityk, niezależna Lord Burmistrz Sydney od marca 2004. Od 1988 niezależna członkini Zgromadzenia Ustawodawczego Nowej Południowej Walii.